# HD 21749
HD 21749 è una stella nana arancione nella costellazione del Reticolo, situata a circa 53 al dal sistema solare. Il 7 gennaio 2019, è stata annunciata la scoperta di due pianeti extrasolari in orbita attorno alla stella: uno è un mininettuno, con un raggio 3 volte quello terrestre, denominato HD 21749 b, mentre un altro HD 21749 c, molto caldo, sarebbe di dimensioni terrestri. Gli esopianeti sono stati scoperti dal Transiting Exoplanet Survey Satellite (TESS) e sono stati tra i primi pianeti scoperti da TESS dopo Pi Mensae c e Lhs 3884 b.

## Caratteristiche
La stella, una nana arancione non troppo dissimile dal Sole, ha una massa del 68% e un raggio del 76% di quelli della nostra stella, mentre la sua temperatura superficiale è di circa 4570 K.

## Sistema planetario
Il pianeta confermato è stato classificato come un mininettuno, poiché il suo raggio è il triplo di quello terrestre (quello di Nettuno è il quadruplo circa), tuttavia pare avere una massa 20 volte quella della Terra (Nettuno = 17 M⊕), quindi superiore a quella del gigante gassoso del sistema solare.
Non è ancora ben chiara la natura di questo tipo di pianeti, poiché non ne esistono di simili nel sistema solare, e soprattutto non ne esistono così vicini alla propria stella. Il pianeta b orbita infatti in appena 36 giorni attorno alla propria stella, non molto meno luminosa del Sole, e si presume che la temperatura superficiale sia attorno ai 150 °C. Come per i gioviani caldi, è possibile che il calore e il vento stellare abbiano spazzato via gli elementi più leggeri dell'atmosfera, come l'idrogeno e l'elio. Gli astronomi autori della scoperta pensano che il pianeta non sia roccioso ma potrebbe essere un pianeta oceanico o avere qualche altro tipo di atmosfera, sconosciuta nel sistema solare.
Gli stessi autori dello studio hanno suggerito l'esistenza di un altro pianeta, confermato ad aprile 2019 di dimensioni terrestri e che orbita in poco meno di 8 giorni attorno a HD 21749. Il pianeta sarebbe molto caldo, avendo una temperatura di superficie stimata di circa 400 °C.

### Prospetto del sistema

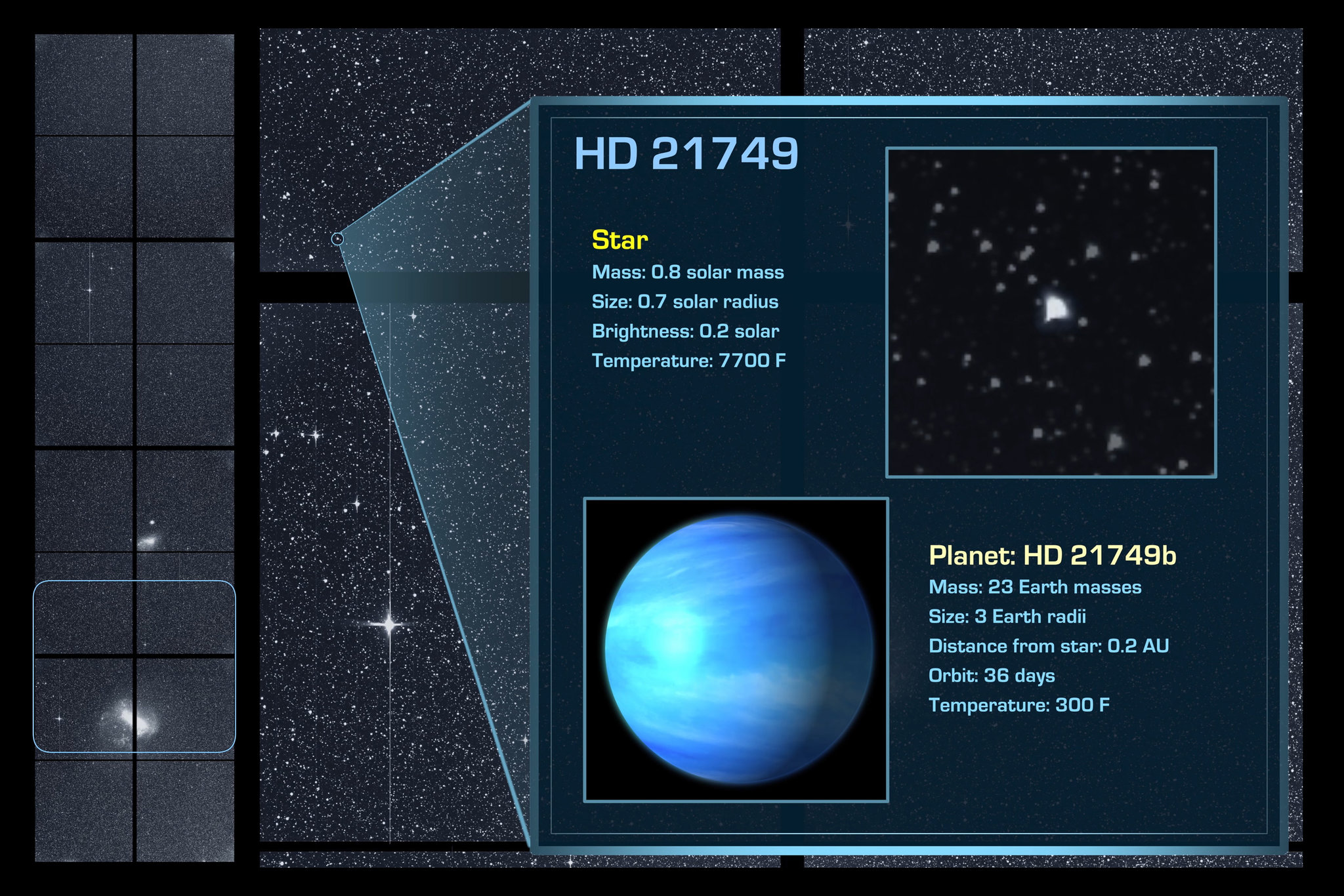
La stella HD 21749 ripresa dal telescopio TESS e una rappresentazione artistica del pianeta HD 21749 b.

| Pianeta | Tipo        | Massa     | Raggio      | Densità       | Periodo orb. | Sem. maggiore | Scoperta |
| ------- | ----------- | --------- | ----------- | ------------- | ------------ | ------------- | -------- |
| c       | Roccioso    | < 3,5 M⊕  | 1,13±0,1 r⊕ | < 13,2 g/cm³  | 8 giorni     | 0.1932 UA     | 2019     |
| b       | Mininettuno | 20±2,7 M⊕ | 2,86±0,2 r⊕ | 4,7±1,7 g/cm³ | 35,61 giorni | 0,0695 UA     | 2019     |